# مارنون بوستش
مارنون بوستش (بالألمانية: Marnon Busch)‏ (8 ديسمبر 1994 بشتاده في ألمانيا - ) هو لاعب كرة قدم ألماني في مركز الدفاع. شارك مع منتخب ألمانيا الوطني لكرة القدم تحت 15 سنة ‏ ومنتخب ألمانيا تحت 19 سنة لكرة القدم. أما مع النوادي، فقد لعب مع فيردر بريمن وفيردر بريمن 2 ‏.

## روابط خارجية
- مارنون بوستش على موقع قاعدة بيانات كرة القدم.إي يو (الإنجليزية)
- مارنون بوستش على موقع Soccerway.com (الإنجليزية)
- مارنون بوستش على موقع عالم كرة القدم.نت (الإنجليزية)
- مارنون بوستش على موقع AS.com (الإسبانية)